# Meteoriopsis reflectomucronata
Meteoriopsis reflectomucronata là một loài Rêu trong họ Meteoriaceae. Loài này được (Müll. Hal. ex E. Britton) Broth. ex Paris miêu tả khoa học đầu tiên năm 1909.